# 茆薦馨
茆荐馨（1642年12月1日—1681年），字楚畹，号一峰，浙江长兴籍，宣城人。

## 生平
荐馨十七歲時补入弟子员。康熙十八年（1679年）己未科归允肃榜进士第三名，授翰林院编修。献上《蜀平献诗》。死後家無遺產，大学士杜立德、宋德宜協助治喪，得以歸葬鄉里。著有《应制诗赋》、《燕遊草》、《梅溪文集》等。後人編為《画溪草堂遗稿》。

## 家族
先世是吴兴人。父茆遇知，曾任溆浦主簿。